# Isidro Silveira Cameselle
Isidro Silveira Cameselle (Vigo, 24 de julio de 1943 - Ferrol, 14 de diciembre de 2016) nació en Lavadores (Vigo, Pontevedra, España), en 1943. No obstante, su vida se encuentra muy ligada a Ferrol, ciudad en la que desarrolló su actividad empresarial hasta su fallecimiento el 14 de diciembre de 2016. Fue presidente del club de fútbol de la misma, el Racing de Ferrol.
En el año 1980, Silveira intentó acceder a la presidencia del Racing de Ferrol, pero retiró su candidatura a última hora.
En julio de 1993, entró como vicepresidente en la junta que presidía Manuel Criado Seselle.
Al dimitir el presidente, por motivos personales, en octubre de 1995, le sustituyó en el cargo Silveira, luego fue ratificado por los socios en una Asamblea, y se mantuvo en la presidencia tras convertirse el club en Sociedad Anónima Deportiva (S.A.D.), siendo uno de los mayores accionistas, junto con el Ayuntamiento de Ferrol, aunque en el año 2006 se mostró dispuesto a vender sus acciones si alguien mostrase interés por ellas, para dedicarse más a su familia.
Su llegada a la presidencia provocó el despertar deportivo (ascenso a Segunda división A) y económico (pago de deudas) del club. Silveira invirtió su propio patrimonio y la entidad comenzó a renacer, lo cual provocó un gran entusiasmo en los seguidores de Ferrol y comarca.
En las temporadas 1995-1996 y 1998-1999, el equipo se clasificó para la liguilla de ascenso, la cual no logró superar.
Finalmente su esfuerzo se vio recompensado con el ascenso a Segunda división A, al finalizar la temporada 1999-2000.  Después de 21 temporadas jugando en Tercera y Segunda división B, el Racing de Ferrol volvía a la categoría de plata.
Un esperado ascenso que se vive en Ferrol con una alegría sin precedentes. El equipo realiza dos buenas campañas en las temporadas 2000-2001 y 2001-2002, logrando mantenerse en Segunda división A. Durante estas fechas la entidad superó el proceso de conversión en S.A.D.
En la temporada 2002-2003 el equipo desciende a Segunda división B, pero Silveira afronta el nuevo objetivo de luchar por el retorno, que se ve cumplido al finalizar la temporada 2003-2004.
De vuelta en Segunda división A, en la temporada 2004-2005 el equipo logra mantener la categoría. Se configura un nuevo proyecto deportivo de cara a la temporada 2005-2006 y con el mismo deseo de mantener la categoría.
43
Las intenciones de Silveira y de otros presidentes anteriores han sido siempre las de ser el primero que lleve al club a la Primera división española. De momento, ya es el presidente con el mandato más largo, más de 10 años.
- Datos: Q9009497